# Wopke Hoekstra
Wopke Bastiaan Hoekstra (født 30. september 1975 i Bennekom i Gelderland, Holland) er en hollandsk politiker som siden 9. oktober 2023 har været Europa-Kommissær for klimaindsats i Von der Leyen-kommissionen. Han indtrådte som afløser for den tidligere afgåede hollandske kommissær Frans Timmermans. Hoekstra var anden vicepremierminister og udenrigsminister i Mark Ruttes fjerde Rutte-regering fra 10. januar 2022 til 1. september 2023, og finansminister i Ruttes tredje regering fra 2017 til 2020. Hoekstra var leder af partiet Christen-Democratisch Appèl (CDA) fra 2020 til 2023.
Hoekstra blev godkendt som Europa-Kommissær i Europa-Parlamentet 5. oktober 2023. Under høringen i parlamentet blev der stillet spørgsmål til Hoekstras tidligere manglende indsats for klimaet. En underskriftsindsamling mod Hoekstras nominering til kommissær på grund af hans tidligere arbejde for Shell og støtte til olieefterforskning i Holland fik over 100.000 underskrifter.

## Uddannelse
Hoekstra er uddannet jurist fra Leiden Universitet 1994-2001 og studerede historie samme sted 1995-1997. Han fik en MBA-grad ved INSEAD i Fontainebleau og Singapore i 2005.
Under sin studietid i Leiden var Hoekstra formand for studenterforeningen Minerva.

## Erhvervskarriere
Efter han var færdiguddannet som jurist, arbejdede Hoekstra for Shell i Berlin, Hamborg og Rotterdam. Fra 2006 arbejde han i konsulentfirmaet McKinsey hvor han blev partner. Han har været bestyrelsesformand for det nationale søfartsmuseum Het Scheepvaartmuseum i Amsterdam.

## Politisk karriere
Christen-Democratisch Appèl (CDA) foreslog Hoekstra at stille op til det hollandske underhus, Tweede Kamer, i 2010, men han afslog fordi han ikke ønskede at forlade sit arbejde hos McKinsey. Han blev til gengæld valgt til overhuset, Eerste Kamer, i 2011, hvor han passede parlamentsarbejdet sideløbende med arbejdet hos McKinsey.
Hoekstra blev finansminister i Mark Ruttes tredje regering i 2017 og udenrigsminister i Ruttes fjerde regering i 2022.
Han blev i 2020 valgt til at blive CDA's spidskandidat (lijstrekker) til parlamentsvalget i 2021, og blev derved de facto partiets politiske leder. Han meddelte i juli 2023 at han ikke ville fortsætte på den post.

## Privat
Hoekstra er gift og har fire børn. Han er remonstrant.